# Я буду жить (альбом)
«Я буду жить» — концертный альбом российского исполнителя Дельфина, записанный в Московском дворце молодёжи 28 января 2000 года. Концерт прошёл в сопровождении танцоров брейк-данса из команды «Клинч Мастер». Запись, сделанная на этом выступлении стала основой вышедшего на лейбле «Крем Рекордс» 12 мая концертного диска «Я буду жить» и одноимённой видеокассеты. Все песни, исполненные на концерте, можно встретить на двух предыдущих студийных работах Дельфина — «Не в фокусе» и «Глубина резкости».

## Список композиций
| №   | Название          | Длительность |
| --- | ----------------- | ------------ |
| 1.  | «Дилер»           | 4:36         |
| 2.  | «Убийца»          | 3:18         |
| 3.  | «Тишина»          | 4:41         |
| 4.  | «Один на один»    | 3:13         |
| 5.  | «Любовь»          | 4:22         |
| 6.  | «Вера»            | 5:05         |
| 7.  | «Я люблю людей»   | 3:44         |
| 8.  | «Надежда»         | 4:08         |
| 9.  | «Ласты»           | 1:46         |
| 10. | «Дверь»           | 4:30         |
| 11. | «Молоко»          | 2:01         |
| 12. | «Я буду жить»     | 3:55         |
| 13. | «Она»             | 3:53         |
| 14. | «Собачий бой»     | 5:02         |
| 15. | «Последнее слово» | 2:48         |

| №   | Название | Длительность |
| --- | -------- | ------------ |
| 16. | «Диско»  | 4:09         |

## Участники записи
- Дельфин — вокал
- DJ Arkady Air — скретчи
- Иван Черников — бас
- «Клинч Мастер» (Алексей Андропов, Павел «Бешеный» Пирогов и Станислав «Вольт» Вайтехович[7]) — брейк-данс